# Oberharz am Brocken
Oberharz am Brocken ist eine kreisangehörige Stadt im Landkreis Harz, Sachsen-Anhalt, die zum 1. Januar 2010 entstand. Sie wurde mit dem freiwilligen Zusammenschluss der Stadt Elbingerode (Harz) und der Gemeinden der Verwaltungsgemeinschaft Brocken-Hochharz (außer Allrode) gebildet. Der Verwaltungssitz befindet sich im Ortsteil Stadt Elbingerode (Harz). Die Stadt mit den Ortsteilen Benneckenstein, Elbingerode, Elend, Hasselfelde, Königshütte, Rübeland, Sorge, Stiege, Tanne und Trautenstein ist seit 2015 ein staatlich anerkannter Erholungsort.

## Zusammenschluss
Der Zusammenschluss erfolgte vor dem Hintergrund der Gemeindegebietsreform in Sachsen-Anhalt und der damit verbundenen Auflösung der Verwaltungsgemeinschaft Brocken-Hochharz zugunsten einer Einheitsgemeinde. Der Gebietsänderungsvertrag wurde am 25. Juni 2009 von Vertretern der Orte auf einem Boot auf der Rappbode-Talsperre unterzeichnet.

## Namensstreit
Die Namenswahl löste im Harz Kritik aus, etwa in Wernigerode, da sich das Gebiet der neuen Stadt weder im Oberharz noch unmittelbar am Brocken befindet. Insbesondere die Samtgemeinde Oberharz in Niedersachsen erhob Protest und reichte am 31. August 2009 Klage und Antrag auf Eilrechtsschutz beim Verwaltungsgericht Magdeburg ein, vorrangig, um den Namen Samtgemeinde Oberharz zu schützen. Dabei scheiterte die Samtgemeinde. Eine Beschwerde beim Oberverwaltungsgericht Magdeburg wurde im November 2009 zurückgewiesen. Im April 2010 gab die Samtgemeinde Oberharz bekannt, dass sie nunmehr eine erneute Klage im Hauptverfahren einreichen werde.
Das Verwaltungsgericht Magdeburg wies im Juli 2011 die Klage der Samtgemeinde Oberharz wegen einer Namensverletzung erneut zurück. Ein vorangegangener Antrag der Samtgemeinde auf Erlass einer einstweiligen Anordnung wurde vom Verwaltungsgericht abgelehnt. Die dagegen eingelegte Beschwerde beim Oberverwaltungsgericht des Landes Sachsen-Anhalt blieb ohne Erfolg. Ende 2014 wurde die Samtgemeinde Oberharz aufgelöst und ging in der Berg- und Universitätsstadt Clausthal-Zellerfeld auf.

## Ortsteile
Ortschaften mit ihren Ortsteilen:
- Stadt Benneckenstein (Harz)
- Stadt Elbingerode (Harz)
- Elend
- Stadt Hasselfelde mit Rotacker
- Königshütte (Harz)
- Höhlenort Rübeland mit Susenburg und Neuwerk
- Sorge
- Stiege
- Tanne
- Trautenstein

Am 1. Juli 2014 ist das neue Kommunalverfassungsgesetz des Landes Sachsen-Anhalt in Kraft getreten. In dessen §14 (2) wird den Gemeinden die Möglichkeit gegeben, den Ortsteilen, die vor der Eingemeindung Städte waren, diese Bezeichnung zuzuerkennen. Die Stadt Oberharz am Brocken hat von dieser Regelung Gebrauch gemacht. Ihre neue Hauptsatzung ist mit Wirkung vom 26. Juni 2015 in Kraft getreten. Im §3 (1) werden die Ortsteile mit ihren amtlichen Namen aufgeführt.

## Geschichte

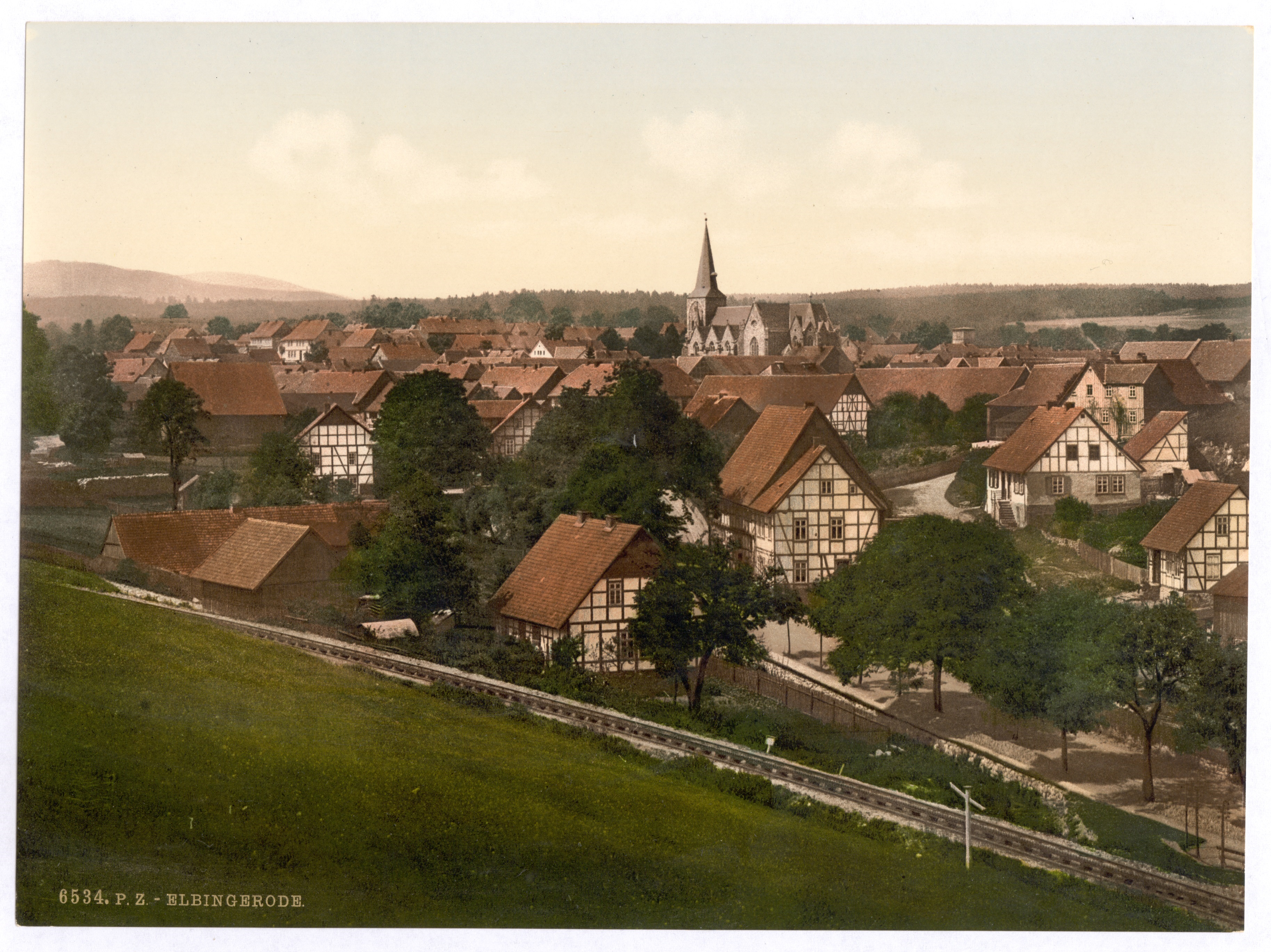
Ortsteil Elbingerode um 1900

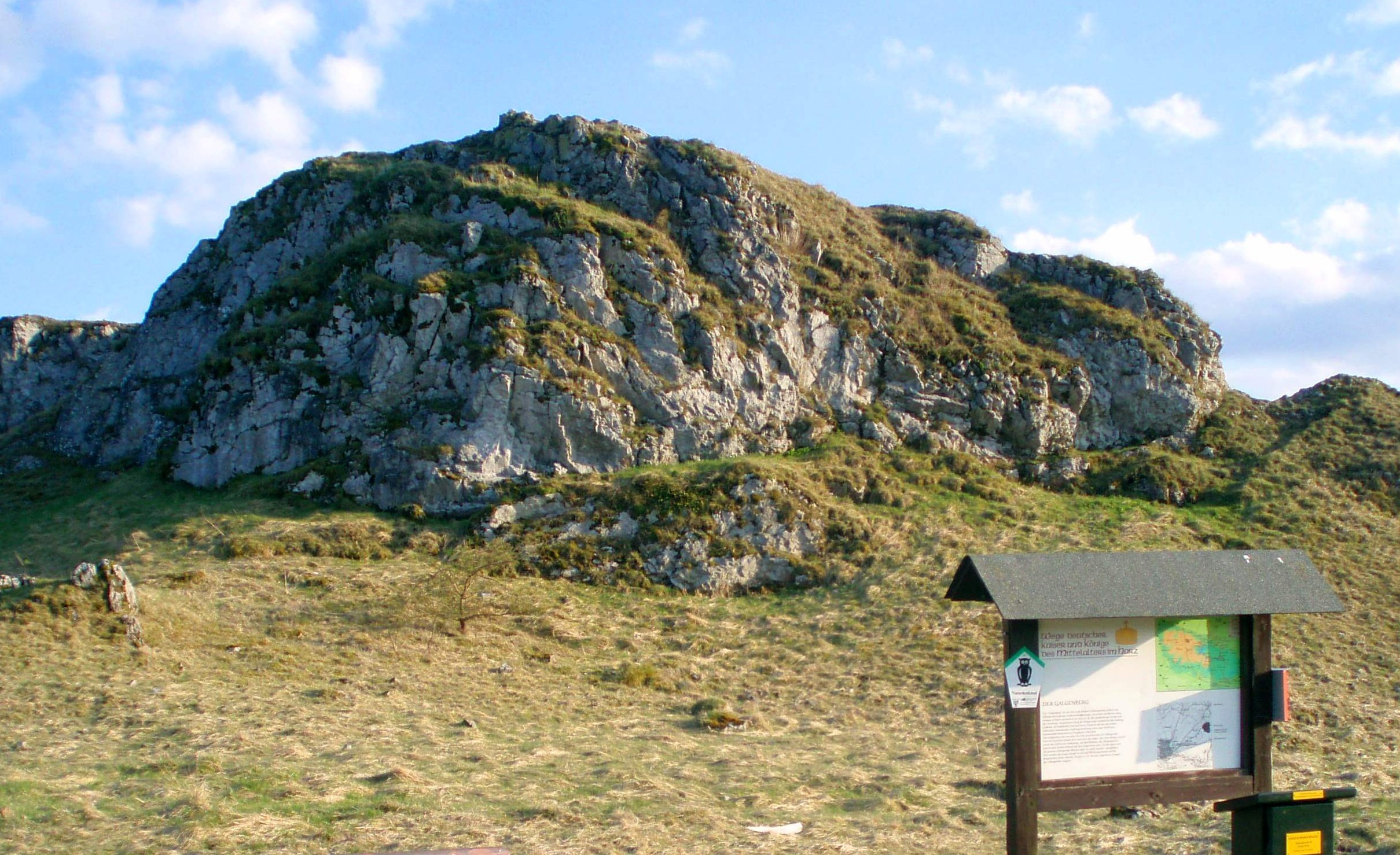
Galgenberg in Elbingerode

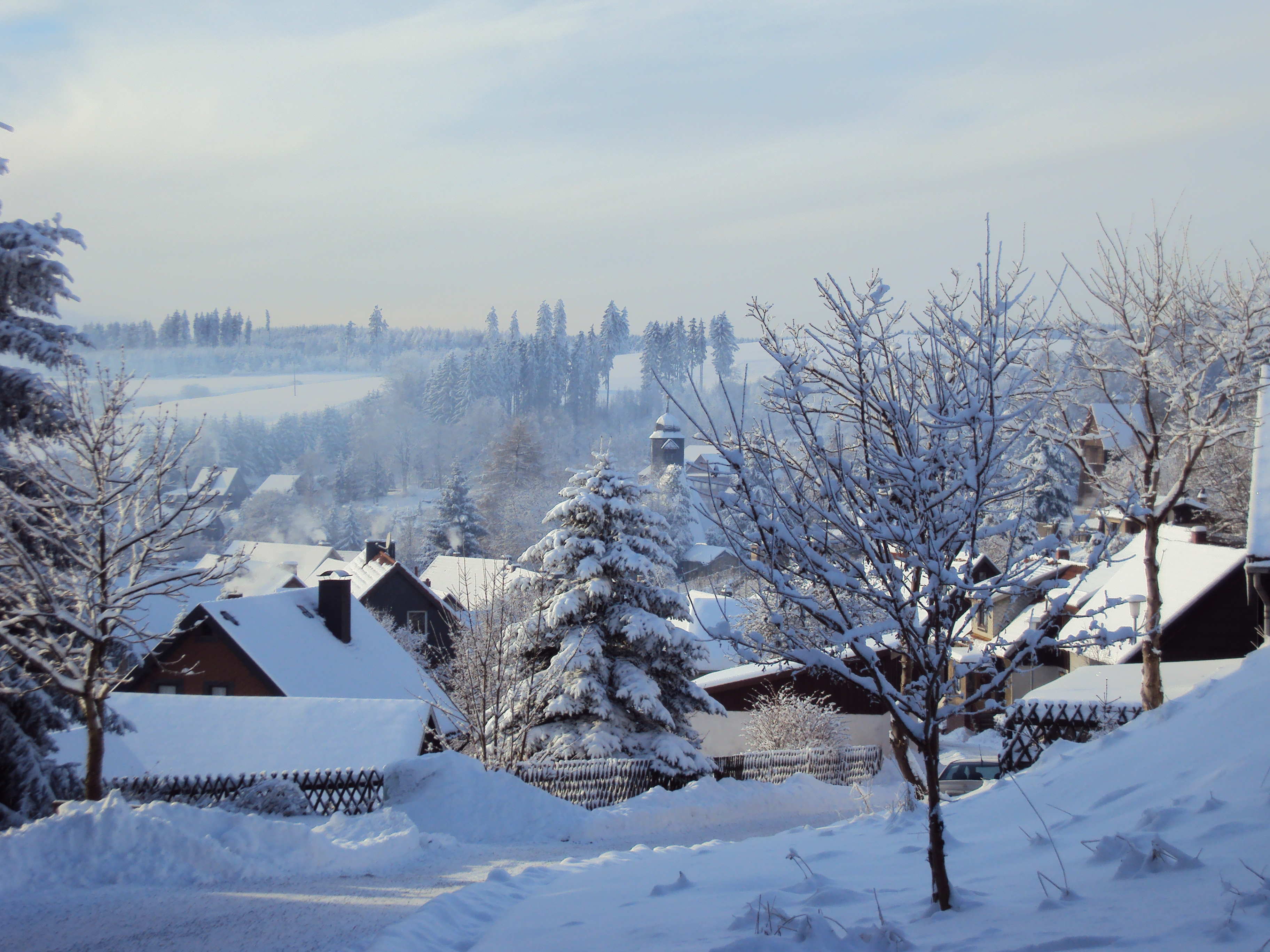
Trautenstein im Winter

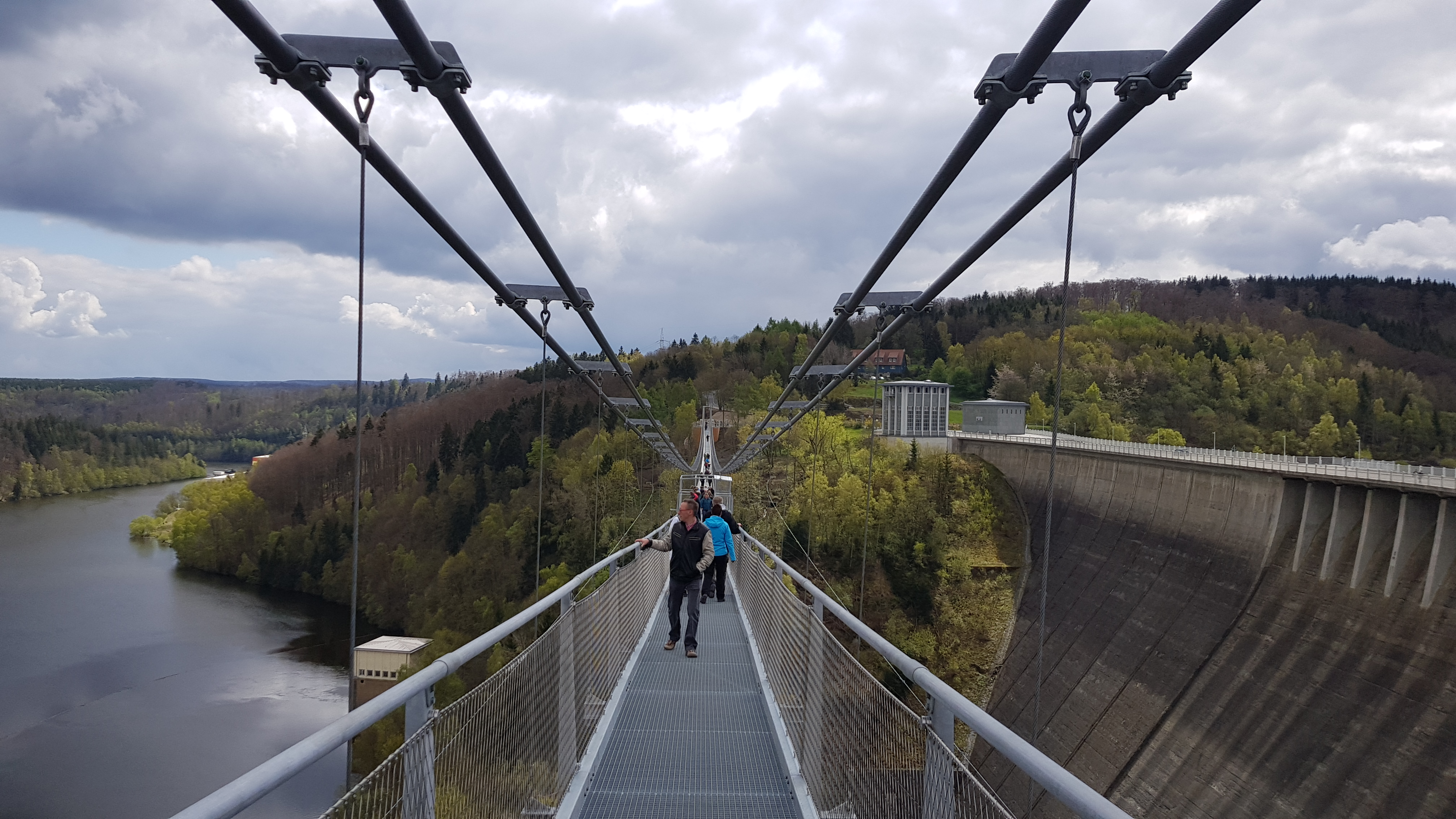
Hängebrücke über den Stausee Wendefurth

Der größte Teil des heutigen Stadtgebietes lag im 19. und frühen 20. Jahrhundert in Vorgängergebieten des heutigen Niedersachsen: Elbingerode, Elend, Königshof und Rothehütte gehörten zum Königreich bzw. ab 1866 der preußischen Provinz Hannover. Sie bildeten im 19. Jahrhundert das Amt Elbingerode, das 1842 bis 1868 zur Berghauptmannschaft Clausthal gehörte, sodass in diesem Zeitraum tatsächlich eine politische Zugehörigkeit zum Oberharz bestand. Als der Landkreis Ilfeld 1932 aufgehoben wurde, wurden sie in die Provinz Sachsen umgegliedert. Hasselfelde, Rübeland, Stiege, Tanne und Trautenstein waren bis 1945 braunschweigisch. Nur Benneckenstein und Sorge gehörten als Exklave des Landkreises Grafschaft Hohenstein bereits seit 1648 zu Brandenburg bzw. ab 1701 Preußen, in dem sie ab 1815 zur Provinz Sachsen (Regierungsbezirk Erfurt) gehörten.
2017 wurde eine Fußgängerhängebrücke und Megazipline über den Stausee Wendefurth eröffnet, die das Tal und den Stausee überspannt.

### Eingemeindungen
| Ehemalige Gemeinde | Datum          | Anmerkung                                     |
| ------------------ | -------------- | --------------------------------------------- |
| Benneckenstein     | 1. Januar 2010 |                                               |
| Elbingerode        | 1. Januar 2010 |                                               |
| Elend              | 1. Januar 2010 |                                               |
| Hasselfelde        | 1. Januar 2010 |                                               |
| Königshof          | 1. April 1936  | Zusammenschluss mit Rothehütte zu Königshütte |
| Königshütte        | 1. Januar 2004 | Eingemeindung nach Elbingerode                |
| Neuwerk            | 1. Juli 1950   | Eingemeindung nach Rübeland                   |
| Rotacker           | ?              | Eingemeindung nach Hasselfelde                |
| Rothehütte         | 1. April 1936  | Zusammenschluss mit Königshof zu Königshütte  |
| Rübeland           | 1. Januar 2004 | Eingemeindung nach Elbingerode                |
| Sorge              | 1. Januar 2010 |                                               |
| Stiege             | 1. Januar 2010 |                                               |
| Tanne              | 1. Januar 2010 |                                               |
| Trautenstein       | 1. Januar 2002 | Eingemeindung nach Hasselfelde                |

### Dialektgrenze
Durch das Stadtgebiet verläuft eine Dialektgrenze. Die Stadt Benneckenstein liegt unmittelbar südlich der Benrather Linie und somit am Übergang von den hochdeutschen – genauer: den ostmitteldeutschen – Dialekten zur niederdeutschen Sprache.

## Bevölkerung
| Jahr | Einwohner |
| ---- | --------- |
| 2010 | 12.231    |
| 2015 | 10.771    |
| 2020 | 10.062    |

| Jahr | Einwohner |
| ---- | --------- |
| 2021 | 9.873     |
| 2022 | 9.841     |
| 2023 | 9.763     |
| 2024 | 9.547     |

Stand: 31. Dezember des jeweiligen Jahres (Angaben des Statistischen Landesamtes Sachsen-Anhalt), ab 2011 auf Basis des Zensus 2011, ab 2022 auf Basis des Zensus 2022

## Politik

### Stadtrat
Der Stadtrat von Oberharz am Brocken besteht aufgrund der gesunkenen Einwohnerzahl der Stadt seit 2024 aus 20 Mitgliedern und dem Bürgermeister. Die Kommunalwahl am 9. Juni 2024 führte bei einer Wahlbeteiligung von 63,5 % zu folgendem Ergebnis:
| Partei / Wählergruppe               | Stimmenanteil 2019 | Sitze 2019 |        | Stimmenanteil 2024 | Sitze 2024 |
| ----------------------------------- | ------------------ | ---------- | ------ | ------------------ | ---------- |
| CDU                                 | 36,6 %             | 10         | 33,1 % | 7                  |            |
| AfD                                 | 11,9 %             | 02         | 23,7 % | 5                  |            |
| Freie Wählergemeinschaft Oberharz   | 15,5 %             | 04         | 20,2 % | 4                  |            |
| SPD                                 | 13,2 %             | 04         | 08,5 % | 2                  |            |
| Einzelbewerber Ernst-Ulrich Wachter | –                  | –          | 07,5 % | 1                  |            |
| Wählergruppe Heimat Stiege          | 03,9 %             | 01         | 02,9 % | 1                  |            |
| Die Linke                           | 09,1 %             | 03         | 02,7 % | –                  |            |
| Bündnis 90/Die Grünen               | –                  | –          | 01,5 % | –                  |            |
| Bürgerinitiative Oberharz           | 08,1 %             | 02         | –      | –                  |            |
| Freie Wählergemeinschaft Elend      | 01,7 %             | 01         | –      | –                  |            |
| Insgesamt                           | 100 %              | 27         | 100 %  | 20                 |            |

Bei der Wahl 2019 entfielen auf die AfD drei Sitze, von denen einer unbesetzt blieb, weil die Partei nur zwei Kandidaten nominiert hatte.

### Bürgermeister
- 2010–2018: Frank Damsch (SPD)[15]
- seit 2018: Ronald Fiebelkorn (CDU)

Fiebelkorn wurde in der Bürgermeisterstichwahl am 22. April 2018 mit 52,9 % der gültigen Stimmen gewählt. Er wurde am 4. Mai 2025 mit 55,8 % der gültigen Stimmen in seinem Amt bestätigt. Seine Amtszeit beträgt sieben Jahre.

### Wappen
Das Wappen wurde am 7. Juni 2010 durch den Landkreis genehmigt.
Blasonierung: „In Silber ein grüner Dreiberg und ein dessen größeren Mittelgipfel überspringender schwarzer Hirsch mit achtendigem Geweih, überhöht von einem schwarzen Bergmannsgezähe, zwischen zwei aus den kleineren Außengipfeln wachsenden grünen Tannen, der Bergfuß belegt mit drei silbernen Wellenlinien.“
Das Wappen wurde vom Magdeburger Kommunalheraldiker Jörg Mantzsch gestaltet und ins Genehmigungsverfahren geführt. Seine Symbole erklären sich wie folgt: 1. Der Dreiberg ist ein heraldisches Symbol, das die Berge des Harzes ausdrückt. 2. Die Tannen nehmen Bezug zur natürlichen Umgebung der Stadt. Zu berücksichtigen ist, dass damit der Nadelwald (im mittelalterlichen Sprachgebrauch als Tann = Fichtenwald  bezeichnet) des Oberharzes allgemein, nicht eine Baumart angesprochen ist.
3. Der springende Hirsch ist ein Symbol der Schnelligkeit, Kraft und Lebenserneuerung. Er drückt den Wildreichtum des Harzes aus, der seit dem Frühmittelalter Bannforst der deutschen Kaiser und Könige war. Zugleich symbolisiert der Hirsch als Synonym die vereinigten Städte und Gemeinden und überspringt im Wappen die Berge, was symbolisch für die anstehenden Aufgaben zur Entwicklung des Gemeinwesens gilt. 4. Das Bergmannsgezähe drückt mit Schlägel und Eisen den bis in die Gegenwart betriebenen Bergbau und das Hüttenwesen aus, die nachhaltig zur Industrialisierung der Region beitrugen.
Die Farben der Gemeinde sind Grün-Weiß.

### Flagge
Die Flagge der Stadt ist grün – weiß (1:1) gestreift (Querform: Streifen waagerecht verlaufend, Längsform: Streifen senkrecht verlaufend) und mittig mit dem Stadtwappen belegt.

## Verkehr
Oberharz am Brocken ist durch die Rübelandbahn, die Harzquerbahn und die Selketalbahn erschlossen.